# Montserrat na igrzyskach Wspólnoty Narodów
Montserrat zadebiutowało na igrzyskach Wspólnoty Narodów w 1994 roku na igrzyskach w Victorii (Kanada) i od tamtej pory reprezentacja wystartowała na wszystkich organizowanych zawodach. Do dziś reprezentanci tego kraju nie wywalczyli żadnego medalu.

## Klasyfikacja medalowa
| Igrzyska          | Złoto | Srebro | Brąz | Razem |
| ----------------- | ----- | ------ | ---- | ----- |
| 1994 Victoria     | 0     | 0      | 0    | 0     |
| 1998 Kuala Lumpur | 0     | 0      | 0    | 0     |
| 2002 Manchester   | 0     | 0      | 0    | 0     |
| 2006 Melbourne    | 0     | 0      | 0    | 0     |
| 2010 Nowe Delhi   | 0     | 0      | 0    | 0     |
| Razem             | 0     | 0      | 0    | 0     |